# Eleanor Marx Aveling
Eleanor Marx, eg. Jenny Julia Eleanor Marx, född 16 januari 1855 i London, död 31 mars 1898, var en tysk-engelsk socialist och yngsta dotter till Karl Marx och Jenny von Westphalen. Hon kallade sig själv Eleanor Marx Aveling, trots att hon inte var gift med sin partner Edward Aveling. Hon begick självmord, troligen efter att hon fick veta att hennes partner Edward Aveling hade gift sig med en ung skådespelerska.